# Kriegsgräberfriedhof Heliopolis
Die Heliopolis-Kriegsgräberstätte (englisch Heliopolis War Cemetery, arabisch مقبرة هيليوبوليس العسكرية‎), die zwei versetzte Denkmäler – das Heliopolis (Port Tewfik) Memorial und das Heliopolis (Aden) Memorial – enthält, ist ein Kriegsfriedhof und eine Gedenkstätte im Stadtteil Heliopolis in Kairo, Ägypten. Er erinnert an Angehörige des Commonwealth (ehemaliges Britisches Kolonialreich), insbesondere der Britisch-Indischen Armee, die im Ersten und Zweiten Weltkrieg gefallen sind. Von den rund 4000 hier bestatteten oder geehrten Personen sind 3727 Inder. Fast 2000 von ihnen starben im Ersten Weltkrieg und 1700 im Zweiten Weltkrieg.
Das „Heliopolis (Port Tewfik) Memorial“ wurde hierher verlegt und im Oktober 1980 vom indischen Botschafter in Ägypten enthüllt, nachdem das ursprüngliche Denkmal in Port Tewfik am südlichen Ende des Suezkanals aufgrund schwerer Schäden während des israelisch-ägyptischen Konflikts von 1967 und des Jom-Kippur-Kriegs von 1973 abgerissen wurde. Es gedenkt 4000 Soldaten, die während des Ersten Weltkriegs in Ägypten und Palästina in der Britisch-Indischen Armee dienten und starben, ohne ein bekanntes Grab zu haben. Die Tafeln mit den Namen, die in den Eingangspavillons des Heliopolis War Cemetery angebracht sind, wurden im Oktober 1980 vom indischen Botschafter in Ägypten enthüllt. Der Friedhof wird von der Commonwealth War Graves Commission gepflegt. 1742 Commonwealth-Opfer des Zweiten Weltkriegs sind dort bestattet oder werden dort geehrt, und es gibt 83 Kriegsgräber von Menschen anderer Nationalitäten. Dieser Friedhof wurde von Hubert Worthington entworfen, und das ursprüngliche „Heliopolis (Port Tewfik) Memorial“ wurde von Charles Sargeant Jagger gestaltet.
Das „Heliopolis (Aden) Memorial“ wurde hier neu errichtet, um das ursprüngliche Denkmal in Steamer Point, Aden, zu ersetzen, das 1967 wegen der Hafenerweiterung in Aden abgerissen wurde. Es gedenkt mehr als 600 Männern der Commonwealth-Streitkräfte, die während des Ersten Weltkriegs bei der Verteidigung von Aden gefallen sind und kein bekanntes Grab haben. Die Tafeln mit ihren Namen sind in den Pavillons auf der Rückseite des Heliopolis War Cemetery angebracht.